# Aki Takase
Aki Takase (高瀬 アキ, née le 26 janvier 1948 à Osaka) est une pianiste de jazz et compositrice japonaise.

## Biographie
Ayant grandi à Tokyo, Takase étudie la musique au Toho Gakuen School of Music. À partir de 1978, elle se produit et enregistre aux États-Unis. Elle collabore avec Lester Bowie, David Liebman, et John Zorn. Depuis 1981, elle se produit régulièrement au Berlin Jazz Festival en Allemagne.
Pendant plusieurs années, elle a travaillé avec son mari Alexander von Schlippenbach, ainsi qu'avec Eugene Chadbourne, Han Bennink, Evan Parker, Paul Lovens, Fred Frith.
Lors de projets variés, Takase a collaboré avec des musiciens de jazz réputés : Duke Ellington (1990), Thelonious Monk (1994), Eric Dolphy (1998), W.C. Handy (2002), Fats Waller (2004), et Ornette Coleman (2006).
En 2002, Takase réalise un enregistrement avec l'écrivain Yōko Tawada. Takase a lu quelques poèmes de Tawada, et comme le rapporte l'écrivain, « elle a commencé à composer des mélodies pour mes textes. Quand nous étions ensemble, je lisais mes poèmes comme je les lis habituellement. Aki jouait, écoutait attentivement et commençait à improviser » Plus tard, Takase utilisa plus d'instruments non conventionnels[Lesquels ?] en accompagnant Tawada.
Depuis 1987, elle vit à Berlin.[réf. nécessaire]

## Discographie
Un astérisque (*) après l'année indique l'année de sortie.

### Comme leader/co-leader
| Année d'enregistrement | Titre                                                     | Label                                                                  | Personnel/Notes |
| ---------------------- | --------------------------------------------------------- | ---------------------------------------------------------------------- | --- |
| 1978                   | Aki                                                       | King                                                                   | Trio, avec Nobuyoshi Ino (contrebasse électrique, violoncelle), Takuji Kusumoto (percussion, batterie) |
| 1981*                  | Minerva's Owl                                             |                                                                        | Quatuor, avec Dave Liebman (saxophone ténor et soprano), Nobuyoshi Ino (contrebasse), Motohiko Hino (batterie) |
| 1981                   | Esprit                                                    |                                                                        | One track solo piano; most tracks duo[pas clair], avec Yoshio Ikeda (contrebasse) |
| 1981                   | Song for Hope                                             | Enja                                                                   | Trio, avec Nobuyoshi Ino (contrebasse), Takeo Moriyama (batterie); en concert |
| 1982                   | ABC                                                       | East Wind                                                              | Avec Cecil McBee (contrebasse), Bob Moses (batterie), Sheila Jordan (chant) |
| 1982                   | Perdido                                                   | Enja                                                                   | Solo de piano et de koto[Quoi ?]; en concert |
| 1985                   | Teni Muho                                                 |                                                                        | Duo, avec Nobuyoshi Ino (contrebasse, percussion) |
| 1987                   | Looking for Love                                          | Enja                                                                   | Duo, avec Maria João (voix); en concert |
| 1990                   | Shima Shoka                                               | Enja                                                                   | Solo de piano |
| 1990                   | Gunther Klatt & Aki Takase Play Ballads of Duke Ellington | Tutu                                                                   | Duo, avec Gunther Klatt (saxophone ténor) |
| 1991                   | Blue Monk                                                 | Enja                                                                   | Duo, avec David Murray (saxophone ténor, clarinette basse) |
| 1992                   | Close Up of Japan                                         | Enja                                                                   | Avec Nobuyoshi Ino (contrebasse), Toki String Quartet |
| 1993                   | Clapping Music                                            | Enja                                                                   | Trio, avec Reggie Workman (contrebasse), Sunny Murray (batterie) |
| 1993–94                | Piano Duets: Live in Berlin 93–94                         | FMP                                                                    | Duo, avec Alexander von Schlippenbach (piano) |
| 1994                   | Oriental Express                                          | Enja                                                                   | Septet, avec Hiroaki Katayama (saxophone ténor et baryton), Eiithi Hayashi (saxophone alto et soprano), Issei Igarashi (trompette), Hiroshi Itaya (trombone), Nobuyoshi Ino (contrebasse), Shota Koyama (batterie) |
| 1997                   | Duet for Eric Dolphy                                      | Enja                                                                   | Duo, avec Rudi Mahall (clarinette basse et clarinette contrebasse) |
| 1997                   | Tarantella                                                | Psi                                                                    | Quintet, avec Aleks Kolkowski (violon), Maurice Horsthuis (violon), Tristan Honsinger (violoncelle), Nobuyoshi Ino (contrebasse); sortie en 2006 |
| 1997                   | Valencia                                                  | Duo, avec David Murray (saxophone ténor, clarinette basse); en concert | |
| 2001                   | Le Cahier du Bal                                          | Leo                                                                    | Solo de piano |
| 2001                   | St Louis Blues                                            | Enja                                                                   | Avec Nils Wogram (trombone), Fred Frith (guitare), Rudi Mahall (clarinette basse), Paul Lovens (percussion) |
| 2001                   | Nine Fragments                                            | Leo                                                                    | Trio avec Aleksander Kolkowski (violon, turntables, electronics), Tony Buck (batterie, electronics) |
| 2002*                  | Diagonal                                                  | Duo, with Yoko Tawada (voix)                                           | |
| 2002                   | News from Berlin                                          | Victo                                                                  | Duo avec Konrad Bauer (trombone) |
| 2003                   | The Dessert                                               | Leo                                                                    | Duo avec Rudi Mahall (clarinette basse et clarinette contrebasse) |
| 2003                   | Plays Fats Waller                                         | Enja                                                                   | Avec Thomas Heberer (trompette), Nils Wogram (trombone), Rudi Mahall (clarinette basse), Eugene Chadbourne (guitare, banjo, chant), Paul Lovens (percussion) |
| 2004                   | Plays Fats Waller in Berlin                               | jazzwerkstatt                                                          | Avec Thomas Heberer (trompette), Rudi Mahall (clarinette basse), Eugene Chadbourne (guitare, banjo, chant), Paul Lovens (percussion); en concert |
| 2004                   | Procreation                                               | Enja                                                                   | Quintet, avec Walter Gauchel (saxophone ténor, flûte), Rudi Mahall (clarinette basse), Johannes Fink (contrebasse), Heinrich Köbberling (batterie) |
| 2004                   | Lok 03                                                    | Leo                                                                    | Avec Alexander von Schlippenbach (piano), DJ Illvibe (samples, turntables) |
| 2004                   | Spring in Bangkok                                         | Intakt                                                                 | Duo, avec Lauren Newton (chant) |
| 2006                   | Ornette Coleman Anthology                                 | Intakt                                                                 | Duo, with Silke Eberhard (saxophone alto, clarinette, clarinette basse) |
| 2007*                  | Tenimuhou                                                 | Duo, avec Nobuyoshi Ino (contrebasse, percussion)                      | |
| 2007                   | Something Sweet, Something Tender                         | Enja                                                                   | Solo de piano |
| 2007                   | Beauty Is the Thing                                       | Doubtmusic                                                             | Canon; trio, avec Axel Dörner (trompette), Kazuhisa Ushihashi (guitare) |
| 2008                   | Live at Willisau Jazz Festival                            | jazzwerkstatt                                                          | Quintet, avec Tobias Delius (saxophone ténor, clarinette), Rudi Mahall (clarinette basse), Johannes Fink (contrebasse), Heinrich Köbberling (batterie); en concert |
| 2008                   | Iron Wedding – Piano Duets                                | Intakt                                                                 | Duo, avec Alexander von Schlippenbach (piano) |
| 2008                   | Evergreen                                                 | Intakt                                                                 | Avec Rudi Mahall (clarinette basse) |
| 2008                   | A Week Went By                                            | Psi                                                                    | Pistes en piano solo ; une piste en duo avec John Tchicai (saxophone alto) ; pistes en trio avec John Edwards (contrebasse) et Tony Levin (batterie); en concert |
| 2009                   | Yokohama                                                  | Intakt                                                                 | Avec Louis Sclavis (clarinette, clarinette basse, saxophone soprano) |
| 2009                   | Rolled Up                                                 | jazzwerkstatt                                                          | Sous le nom de Tama, trio, avec Jan Roder (contrebasse), Oliver Steidle (batterie) |
| 2011                   | Two for Two                                               | Intakt                                                                 | Duo, avec Han Bennink (batterie) |
| 2011                   | New Blues                                                 | Enja                                                                   | Pour la plupart des morceaux quintet, avec Rudi Mahall (clarinette basse), Nils Wogram (trombone), Eugene Chadbourne (guitare, banjo, chant), Paul Lovens (batterie); un morceau avec Alexander von Schlippenbach (trompette) |
| 2012                   | My Ellington                                              | Intakt                                                                 | Solo de piano |
| 2012                   | Flying Soul                                               | Intakt                                                                 | Quartet, avec Louis Sclavis (clarinette, clarinette basse), Dominique Pifarély (violon), Vincent Courtois (violoncelle) |
| 2014                   | So Long, Eric!: Homage to Eric Dolphy                     | Intakt                                                                 | Avec Tobias Delius (saxophone ténor), Henrik Walsdorff (saxophone alto), Alex Dörner (trompette), Nils Wogram (trombone), Rudi Mahall (clarinette, clarinette basse), Alexander von Schlippenbach (piano), Karl Berger (vibraphone), Wilbert de Joode and Antonio Borghini (contrebasse), Han Bennink and Heinrich Köbberling (batterie) |
| 2014                   | Hotel Zauberberg                                          | Intakt                                                                 | Duo, with Ayumi Paul (violon) |

### Comme accompagnatrice
| Year recorded | Leader                             | Title                              | Label         |
| ------------- | ---------------------------------- | ---------------------------------- | ------------- |
| 1989          | Berlin Contemporary Jazz Orchestra | Berlin Contemporary Jazz Orchestra | ECM           |
| 1993          | Berlin Contemporary Jazz Orchestra | The Morlocks and Other Pieces      | FMP           |
| 1996          | Berlin Contemporary Jazz Orchestra | Live in Japan '96                  | DIW           |
| 1990          | Maria João                         | Alice                              | Enja          |
| 2007*         | Various                            | Free Zone Appleby 2006             | Psi           |
| 2007*         | Various                            | Ich hebe meine Augen in die Welt   |               |
| 2007          | Sven-Åke Johansson                 | Für Paul Klee                      | jazzwerkstatt |

## Récompenses
- The German Record Critics' Award 2001, 2004, 2006. Au total, elle reçoit la récompense sept fois.
- Jazz Award of the German public broadcasting company SWR 2002[4]